# Nekrolog 2008
Nekrolog
◄◄
| ◄
| 2004
| 2005
| 2006
| 2007
| 2008 | 2009 | 2010 | 2011 | 2012 | ► | ►►
Januar |
Februar |
März |
April |
Mai |
Juni |
Juli |
August |
September |
Oktober |
November |
Dezember 
Weitere Ereignisse | Allgemeiner Nekrolog 2008
Die Beschreibung der verstorbenen Person sollte so kurz wie möglich gehalten sein und nur deren signifikante Tätigkeit(en) enthalten.
Neue Namen ggf. auch unter dem Geburts- und Sterbedatum, also etwa unter 1. Januar und im Geburts- und Sterbejahr (2024) eintragen (nur bei entsprechender großer Wichtigkeit). Für Beispiele siehe die schon vorhandenen Artikel.
Außerdem über die fünf zuletzt Verstorbenen, zu denen es einen ausreichend guten Artikel für eine Präsentation auf der Hauptseite gibt, nach der todesbedingten Überarbeitung der Artikel ggf. auch unter Wikipedia Diskussion:Hauptseite informieren und sie am besten auch in den anderen Wikipedia-Sprachversionen eintragen. Tipp: Regelmäßig bei news.google.de nach „ist tot“, „gestorben“ oder „verstorben“ suchen.
Wenn eine Person gestorben ist, gibt es viele Seiten zu dieser Person in der Wikipedia, die davon auch betroffen sind und entsprechend aktualisiert werden müssen. Beispiele: Namenübersichtsseite, Geburtsjahr, Geburtsort-Seiten und viele mehr.
Wie finde ich die betroffenen Seiten?
Im Suchfeld auf der linken Seite gibt man den Suchbegriff so ein: „Vorname Nachname“. Dann klickt man auf Volltext und alle Seiten mit entsprechendem Suchtext werden aufgerufen. Hier sieht man dann schnell, wo auch das Todesjahr Sinn macht oder sogar ein Teil des Artikels angepasst werden muss. Auch hilft das „Werkzeug“ auf der linken Seite sehr gut, um solche Seiten aufzufinden: „Links auf diese Seite“. Somit ist die Wikipedia wieder aktuell in allen Bereichen! Hinweis: bei Eintragung der Kategorie „Gestorben JAHR“ wird der Missbrauchsfilter 49 ausgelöst, was jedoch nicht schlimm ist. Siehe: Spezial:Missbrauchsfilter/49
Dies ist eine Liste von im Jahr 2008 verstorbenen bekannten Persönlichkeiten. Die Einträge erfolgen innerhalb der einzelnen Daten alphabetisch sortiert. Tiere sind im Nekrolog für Tiere zu finden.
Die Liste ist nach Monaten aufgeteilt:
- Nekrolog Januar 2008
- Nekrolog Februar 2008
- Nekrolog März 2008
- Nekrolog April 2008
- Nekrolog Mai 2008
- Nekrolog Juni 2008
- Nekrolog Juli 2008
- Nekrolog August 2008
- Nekrolog September 2008
- Nekrolog Oktober 2008
- Nekrolog November 2008
- Nekrolog Dezember 2008

## Datum unbekannt
| Lia Avé                           | deutsche Journalistin                                                                                           |  |
| Schakir al-Fahham                 | syrischer Vorsitzender der Akademie für die Arabische Sprache zu Damaskus; früherer Bildungsminister von Syr... |  |
| Paul Bilke                        | deutscher Oberst des Ministeriums für Staatssicherheit (MfS) der DDR                                            |  |
| Karl-Heinz Bleiel                 | Brigadegeneral der Bundeswehr und Militärgeograph                                                               |  |
| Gaston Bogaert                    | belgischer Maler und Schriftsteller galeriefardel.com                                                           |  |
| Gerda Brodbeck                    | deutsche Malerin                                                                                                |  |
| Werner Christen                   | Schweizer Hürdenläufer und Sprinter                                                                             |  |
| Madeleine Defrenne                | belgische Romanistin und Literaturwissenschaftlerin                                                             |  |
| Fatima Ibrahim Didi               | maledivische Politikerin                                                                                        |  |
| Karl J. Dierkes                   | deutscher Bildhauer und Philosoph                                                                               |  |
| Roberto Donís                     | mexikanischer Maler                                                                                             |  |
| Carlos Martín Fajardo             | kolumbianischer Dichter, Romanist und Hispanist, der in den Niederlanden wirkte                                 |  |
| Bakir Farrachowitsch Farchutdinow | sowjetischer Gewichtheber                                                                                       |  |
| Abdul Wahab Iyanda Folawiyo       | nigerianischer Geschäftsmann, Philanthrop, Baba Adinni und Moslemführer                                         |  |
| Zewde Gabre-Selassie              | äthiopischer Politiker, Diplomat und Historiker                                                                 |  |
| Jacques Gilard                    | französischer Lateinamerikanist                                                                                 |  |
| Georg Glowatzki                   | deutscher Anthropologe und Gerichtsmediziner                                                                    |  |
| Rolf Gocht                        | deutscher Wirtschaftswissenschaftler                                                                            |  |
| José González                     | US-amerikanischer Bischof                                                                                       |  |
| Rolf Gozell                       | deutscher Schriftsteller                                                                                        |  |
| Rudolf Gümbel                     | deutscher Wirtschaftswissenschaftler                                                                            |  |
| Kurt Höck                         | deutscher Arzt und Obermedizinalrat                                                                             |  |
| Friedel Homeyer                   | deutscher Heimatforscher                                                                                        |  |
| Daniel Hough                      | südafrikanischer Politiker                                                                                      |  |
| Natela Iankoschwili               | georgische Malerin                                                                                              |  |
| Shigeru Inoda                     | japanischer Astronom                                                                                            |  |
| Jules Jacob                       | US-amerikanischer Jazz- und Studiomusiker local802afm.org                                                       |  |
| Pavol Jonáš                       | tschechoslowakischer Politiker und Agrarfunktionär                                                              |  |
| Helene Koller-Buchwieser          | österreichische Architektin                                                                                     |  |
| Ehm Kurzweg                       | deutscher Chorleiter                                                                                            |  |
| Goulven Laurent                   | französischer Wissenschaftshistoriker                                                                           |  |
| John Leone                        | US-amerikanischer Jazzmusiker                                                                                   |  |
| Hans Kurt Luh                     | deutscher Lehrer, Autor von Küchenbüchern                                                                       |  |
| Klaus Mäser                       | deutscher Diplomat                                                                                              |  |
| J. T. McIntosh                    | schottischer Science-Fiction-Schriftsteller nls.uk                                                              |  |
| Fritz Mertens                     | Schweizer Mörder und Autor                                                                                      |  |
| Maureen Mockford                  | nordirische Badmintonspielerin und Bowlerin                                                                     |  |
| Carmen Yvonne Parris              | jamaikanische Diplomatin                                                                                        |  |
| Ludwig Pfannemüller               | deutscher Arzt                                                                                                  |  |
| Jacques Prigent                   | französischer Boxer                                                                                             |  |
| Trudy Richards                    | US-amerikanische Pop- und Jazz-Sängerin                                                                         |  |
| Robert Rober                      | deutscher Film- und Theaterschauspieler                                                                         |  |
| Hans Romauch                      | österreichischer Politiker und Künstler                                                                         |  |
| Heide Rose-Segebrecht             | deutsche Tanzlehrerin, Malerin und Objektkünstlerin                                                             |  |
| Nate Seids                        | österreichische Schauspielerin                                                                                  |  |
| Egon Sinz                         | österreichischer Politiker; Bürgermeister und Stellvertretender Leiter des Landesarbeitsamtes Vorarlberg        |  |
| Cliff Smalls                      | US-amerikanischer Jazzmusiker                                                                                   |  |
| Jörg Spranger                     | deutscher Komponist                                                                                             |  |
| Robertas Sutkus                   | litauischer Großmeister im Fernschach lksf.lt                                                                   |  |
| Sidede Onyulo                     | kenianischer Schauspieler oldcambrians.com                                                                      |  |
| Hans Schmid                       | deutscher Autor und Verleger                                                                                    |  |
| Izz Al-Din Al-Tamimi              | Mitglied des Jordanischen Senats                                                                                |  |
| Diether Trede                     | deutscher Fußballspieler                                                                                        |  |
| Robert Weber                      | US-amerikanischer Astronom                                                                                      |  |
| Yves Trudeau                      | kanadischer Schwerverbrecher                                                                                    |  |
| Rudolf Vombek                     | deutscher Maler des Informel                                                                                    |  |
| Tatjana Wlassowa                  | sowjetische bzw. russische Geographin und Hochschullehrerin                                                     |  |
| Luis G. Zorrilla Ochoa            | mexikanischer Botschafter                                                                                       |  |